# Analista de negocio
La persona analista de negocios, AN es la persona que posee conocimientos técnicos sobre la construcción de sistemas informáticos y al mismo tiempo comprende y está al corriente de las necesidades del usuario que requiere de esos sistemas para realizar su trabajo. Su misión es la de ser el interlocutor entre el usuario y el departamento de sistemas.
En algunas grandes empresas han percibido que el usuario y el departamento de informática tienen problemas para comunicarse porque ambos no entienden las necesidades y los problemas reales del otro. Esta diferencia ha provocado históricamente que los usuarios no comprendan el alcance del impacto de las modificaciones requeridas y que el departamento técnico no sepa cuáles son realmente los aspectos críticos de las aplicaciones.
Por este motivo se crea el perfil necesario para la persona analista de negocios (AN). Esta persona debe estar próxima al usuario final y entender los problemas que tiene en el día a día para desarrollar su trabajo y al mismo tiempo debe conocer cómo están construidas las aplicaciones, incluso haber tenido experiencia en el desarrollo de las mismas. De esta forma se convierte en un usuario técnicamente avanzado, por lo que puede ayudar a definir soluciones que cubran las necesidades del negocio con el menor impacto posible en las aplicaciones existentes.
Su misión será la de recoger las necesidades de los usuarios (requerimientos o requisitos) y aglutinarlos en un documento de especificación de requisitos que será entregado al departamento de sistemas o desarrollo. En el ciclo de vida del desarrollo participará en la construcción del diseño funcional donde se especifican los elementos del software que se crearán o adaptarán para poder cumplir estos requisitos, siendo una de las personas encargadas de la validación y aceptación del mismo.
Durante la fase de construcción, atenderá a las dudas de los técnicos para garantizar que las aplicaciones sean construidas de acuerdo a las necesidades del usuario, pero pudiendo mantener un diálogo de igual a igual con ellos, algo que puede resultar complicado para un usuario.
Finalmente, una vez desarrollada la solución deberá también participar en la fase de pruebas y aceptación del producto final.
- Datos: Q1017553